# Wilaya de Tipaza
La wilaya de Tipaza (en arabe : ولاية تيبازة ; en berbère : ⵜⴰⵏⴻⴱⵟⵉⵜ ⵏ ⵜⵉⴼⵣⴰ, Tanebḍit n Tifza) est une wilaya algérienne partiellement berbérophone située à 68 km à l'ouest de la capitale Alger. Le chef-lieu de la wilaya est Tipaza.
La présence de la mer, des reliefs du Chenoua et du Dahra donnent un paysage particulier et d'un intérêt touristique. De nombreux vestiges puniques, romains, chrétiens et musulmans attestent de la richesse de l'histoire de cette région. La population parle l'arabe dialectal et le berbère dans sa variété locale appelée haqbaylith ou bien Chenoui propre à la région du Dahra.

## Géographie

### Situation
La wilaya de Tipaza se situe au nord du Tell central. Elle est limitée géographiquement par :
- la mer Méditerranée au nord ;
- la wilaya d'Alger à l'est ;
- la wilaya de Blida au sud-est ;
- la wilaya d'Aïn Defla au sud ;
- la wilaya de Chlef à l'ouest.

|                    | Mer Méditerranée   |                 |
| Wilaya de Chlef    | wilaya de Tipaza   | Wilaya d'Alger  |
| Wilaya d'Aïn Defla | Wilaya d'Aïn Defla | Wilaya de Blida |

### Relief
Le territoire de la wilaya de Tipaza couvre une superficie de 1 707 km2 qui se répartit en :
- montagnes : 336 km2 ;
- collines et piémonts : 577 km2 ;
- plaines : 611 km2 ;
- autres : 183 km2.

Au nord-ouest de la Wilaya, la chaine de montagnes comprenant l'Atlas blidièen laisse la place à deux importants ensembles :
- les monts du Dahra et du Zaccar ;
- le mont du Chenoua.

Au nord-est, la Mitidja s'étend essentiellement sur la wilaya de Blida et se trouve limitée au niveau de la wilaya de Tipasa par le bourrelet constitué par le Sahel (Altitude Moyenne 230 m).
Au nord du Sahel un cordon littoral présente un rétrécissement et une élévation graduelle d'Est en Ouest jusqu'à disparition par endroits à Tipasa et dans les Dairas de Cherchell et Sidi Amar où le relief très accidenté autour du mont du Chenoua présente des escarpements importants en bordure de la mer.

### Hydrographie
La wilaya de Tipaza dispose d'un réseau hydraulique important. D'est en ouest :
- l'oued Mazafran ;
- l'oued El Hachem ;
- l'oued Djer ;
- l'oued Damous.

### Climat
La wilaya de Tipaza se situe dans un seul étage bioclimatique[Quoi ?] subdivisé en deux variantes :
1. L'étage sub-humide[Quoi ?] caractérisé par un hiver doux dans la partie nord ;
2. L'étage sub-humide[Quoi ?] caractérisé par un hiver chaud dans la partie sud.

Les vents ont des fréquences différentes durant l'année ; les plus dominantes sont de direction sud et ouest ; quant au Sirocco, il est rarement enregistré au cours de l'hiver. Par contre, les gelées sont fortement influencées par l'altitude.
Les précipitations moyennes enregistrées par la station de Merad font ressortir une pluviométrie moyenne annuelle de 600 mm durant la période 1978-2004.
Les températures varient entre 33 °C pour les mois chauds de l'été (juillet, août), à 5,7 °C pour les mois les plus froids (décembre à février).

## Démographie et population

### Évolution démographique
Selon le recensement de 2008, la population de la wilaya est de 591 010 habitants contre 450 598 en 1977. 5 communes dépassaient alors la barre des 40 000 habitants, alors que le chef-lieu ne compte que 25 225 habitants :
| 1977    | 1987    | 1998    | 2008    |
| ------- | ------- | ------- | ------- |
| 450 598 | 620 151 | 506 053 | 591 010 |

| Commune    | Population | Taux de croissance annuel 2008/1998 |
| ---------- | ---------- | ----------------------------------- |
| Koléa      | 54 401     | 1,7 %                               |
| Fouka      | 48 959     | 2,2 %                               |
| Hadjout    | 48 561     | 1 %                                 |
| Cherchell  | 48 056     | 1,7 %                               |
| Bou Ismaïl | 41 684     | 0,8 %                               |

### Population

Les îlots berbérophones en Algérie occidentale.

Les habitants de la montagne et de la côte ouest au-delà de la ville de Tipaza sont berbérophones, parlant le chenoui un dialecte berbère proche du chaoui et du rifain (parlé au Maroc). Le berbère était autrefois parlé sur tout le territoire de la wilaya.
Les personnes âgées et leurs enfants parlent souvent le chenoui dans la wilaya mais la dernière génération (jeunes de moins de 20 ans) le parle moins pour cause d'assimilation aux arabophones.

## Organisation de la wilaya

### Walis
Le poste de wali de la wilaya de Tipaza a été occupé par plusieurs personnalités politiques nationales depuis sa création en 1984.
| no | Wali                      | Début             | Fin               |
| -- | ------------------------- | ----------------- | ----------------- |
| 1  | Kaddour Lahouel           | 4 avril 1984      | 29 juillet 1990   |
| 2  | Mokhtar Hamdadou          | 29 juillet 1990   | 21 août 1991      |
| 3  | Khaled Reguieg            | 21 août 1991      |                   |
| 4  | Ahcène Frikha             |                   | 11 juillet 1995   |
| 5  | Abdelouahab Laroussi      | 11 juillet 1995   | 22 août 1999      |
| 6  | Nouria Yamina Zerhouni    | 22 août 1999      | 17 août 2004      |
| 7  | Mohamed Ouchène           | 17 août 2004      | 30 septembre 2010 |
| 8  | Mostefa Layadi            | 30 septembre 2010 | 23 juillet 2015   |
| 9  | Abdelkader Kadi           | 23 juillet 2015   | octobre 2016      |
| 10 | Moussa Ghellai            | octobre 2016      | septembre 2018    |
| 11 | Mohamed Bouchama          | septembre 2018    | 25 janvier 2020   |
| 12 | Omar Hadj Moussa          | 25 janvier 2020   | 31 août 2020      |
| 13 | Labiba Winaz              | 31 août 2020      | 25 août 2021      |
| 14 | Ahmed Maabad              | 25 août 2021      | 11 novembre 2021  |
| 15 | Aboubekeur Seddik Bouceta | 17 novembre 2021  | 5 novembre 2024   |
| 16 | Ali Moulai                | 5 novembre 2024   | en cours          |

### Daïras
La wilaya de Tipaza compte 10 daïras.

### Communes
La wilaya de Tipaza compte 28 communes

## Transport

### Routes
La wilaya de Tipaza est desservie par plusieurs routes nationales:
- Route nationale 4:N4 (Route de Relizane).
- Route nationale 11:N11 (Route d'Oran).
- Route nationale 42: N42 (Route de Nadhor).
- Route nationale 66:N66 (Route de Khemis Miliana).
- Route nationale 67: N67 (Route de Hadjout).
- Route nationale 69: N69 (Route de Koléa).
- 3e Rocade d'Alger (Autoroute Tipaza-Tizi-Ouzou)(En construction)
- Rocade de Tipaza
- Rocade de Cherchell

## Ressources hydriques

### Barrages
Cette wilaya comprend les barrages suivants :
- le barrage de Boukourdane[20] ;
- le barrage de Taourira[21] ;
- le barrage de Kef Eddir[22].

## Santé
- Hôpital Lakhdar Bouchama.
- Hôpital Dr Yahia Fares.
- Hôpital Koubaili Mohamed Erabat.
- Hôpital de Gouraïa.

## Économie

### Agriculture
La potentiel en sol de la wilaya de Tipasa est de 72 929 ha, dont 64 772 ha de surface agricole utile (SAU).
La superficie irriguée est estimée à fin 2004 à 12 215 ha soit un taux d'irrigation de 18,9 % par rapport à la SAU.
Les terres sont délimitées en trois grandes zones agroclimatiques ;
- la première étant le Sahel qui englobe toute la SAU du littoral dont la vocation est essentiellement maraîchère ;
- la seconde dénommée la plaine de la Mitidja constitue le futur berceau d'une agriculture intensive avec la mise en eau du périmètre irrigué. Ce périmètre couvre une superficie de 14 000 ha.

Les cultures principales de cette zone sont les agrumes, l'arboriculture fruitière, la pomme de terre, les fourrages et les céréales.
Ce sera aussi le futur bassin laitier de la Mitidja ouest.
- La troisième zone est formée par une zone montagneuse. Elle est constituée par les monts du Dahra, le Zaccar et celui du Chenoua. Elle est particulièrement favorable à l'arboriculture rustique ainsi qu'à l'élevage local bovin et caprin.

Les cultures pratiquées sur les terres de la wilaya varient selon la nature du sol.
Elles sont dominées par les cultures suivantes :
- céréales : 19 866 ha (30,7 %) ;
- maraichages : 14 623 ha (22,6 %) ;
- arboriculture : 8 823 ha (13,7 %) ;
- fourrages : 6 103 ha (9,5 %) ;
- viticulture : 4 133 ha (6,4 %) ;
- légumes secs : 398 ha (0,7 %) ;
- cultures industrielles : 455 ha (0,7 %).

### Forêts
Avec une superficie de 40 375 ha, les forêts et les maquis occupent 23,6 % du territoire de la wilaya de Tipasa (170 700 ha). Les forêts sont réparties inégalement à travers la wilaya, environ 27 415 ha, soit 60 % du total sont concentrés dans la région ouest (Damous, Cherchell, Gouraya, Sidi Amar). L'occupation du sol par essence donne une répartition où le pin d'Alep est le plus répandu avec 56 %, suivi du chêne-vert à 17 %. Quant au chêne liège dont l'aire se situe beaucoup plus du côté ouest de la wilaya, il occupe 7 % de la superficie forestière totale de la wilaya.

### Barrages
- Boukerdene (Sidi Amar) :  capacité totale de retenue : 97 hm3, volume régularisé : 49 hm3, volume existant : 38,565
- Boudjebroune (Merad daira de Hadjout), capacité totale de retenue : 1 hm3, volume régularisé : 0,316 hm3

### Formation professionnelle
Le secteur de la formation professionnelle dispose d'un institut national de formation professionnelle (INSFP) localisé à Hadjout et 7 CFPA. Formation résidentielle : La capacité théorique totale de la wilaya en formation résidentielle (CFPA) est estimée à 2 750 postes de formation avec des effectifs réels en formation de 3 820 stagiaires dont 2 179 filles soit un taux de féminité de 57 % avec 1 017 diplômés et 3 989 apprentis durant l'année scolaire 2004/2005.

### Tourisme et culture

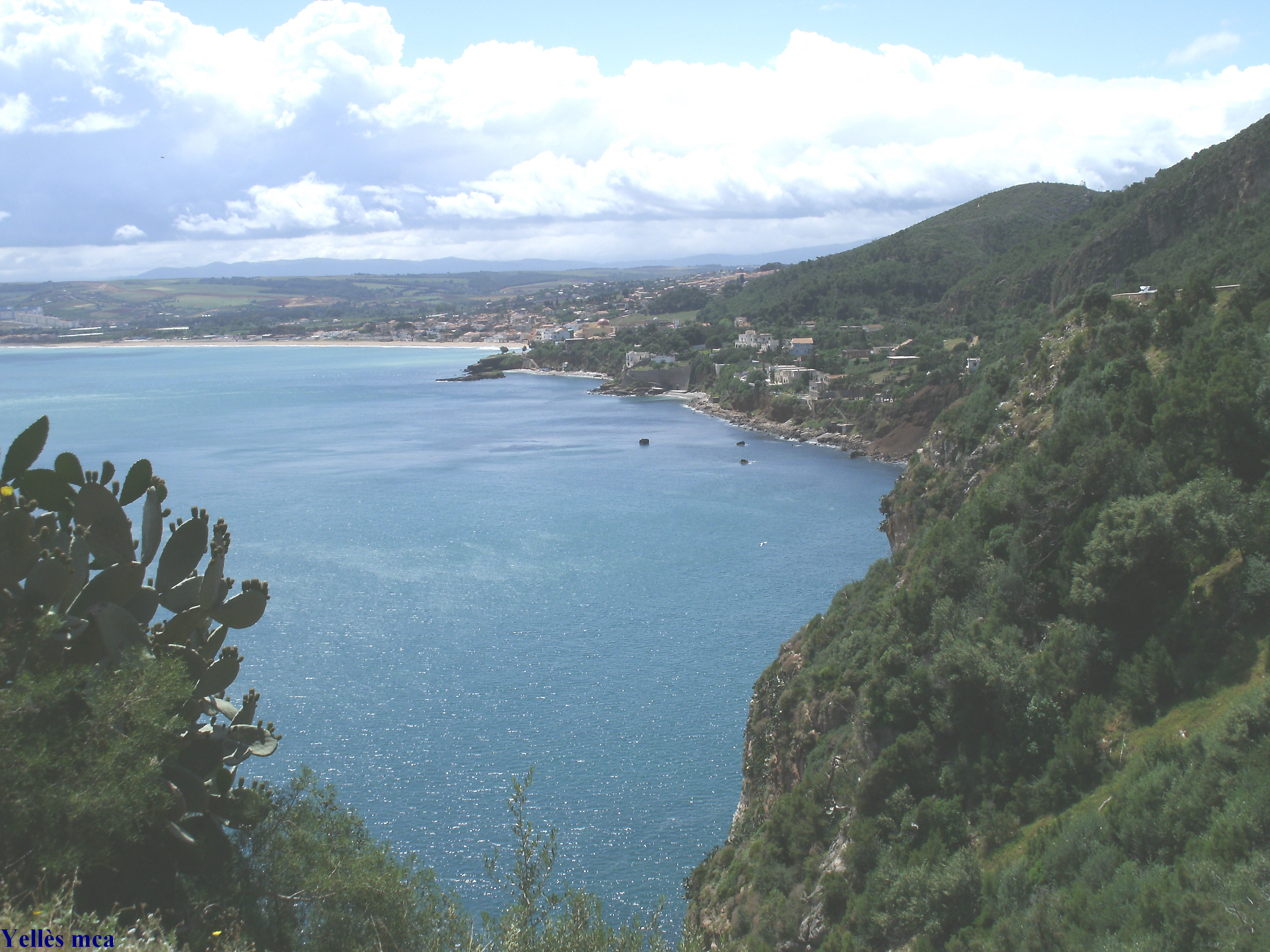
Le littoral ouest de la wilaya.

La wilaya de Tipasa dispose d'un potentiel touristique et d'un patrimoine historique important. La cote s'étend sur près de 123 km avec l'existence de 51 plages dont 39 sont ouvertes à la baignade en plus de nombreuses criques, baies, et autres falaises offrant d'indéniables possibilités touristiques. Ces secteurs constituent un atout appréciable pour le développement socio-économique de la wilaya car une affluence considérable est enregistrée chaque année.
À cet effet, la wilaya de Tipasa dispose des infrastructures suivantes :
- 2 complexes touristiques d'une capacité totale de 2 420 lits ;
- 4 hôtels privés d'une capacité de 130 lits ;
- 3 hôtels classés d'une capacité de 2 420 lits ;
- 4 hôtels non classés d'une capacité de 130 lits ;
- 1 auberge de jeunesse (Cherchell) d'une capacité de 70 lits.